# Чакајовце
Чакајовце (слч. Čakajovce) насељено је мјесто са административним статусом сеоске општине (слч. obec) у округу Њитра, у Њитранском крају, Словачка Република.

## Становништво
| Година:    | 1994. | 2004.   | 2014.   | 2024.   |
| ---------- | ----- | ------- | ------- | ------- |
| Број људи: | 1088  | 1069    | 1145    | 1156    |
| Разлика:   |       | -1,74 % | +7,10 % | +0,96 % |

| Година:    | 2023. | 2024. |
| ---------- | ----- | ----- |
| Број људи: | 1156  | 1156  |
| Разлика:   |       | +0 %  |

Према подацима о броју становника из 2011. године насеље је имало 1.111 становника.